# Bobrovka (Oriol)
|  | Per a altres significats, vegeu «Bobrovka». |

Bobrovka (en rus: Бобровка) és un poble de l'óblast d'Oriol, a Rússia, segons el cens del 2010 tenia 19 habitants, pertany al municipi de Kónxino.